# 孙瑾 (元朝)
孙瑾，元朝镇江丹徒（今江苏省镇江市丹徒区）人。
孙瑾父亲去世，哀痛过度，严冬光脚步行，停柩四载，衣不解带，常食粥，诵佛书。安葬时，载柩渡江，潮波汹涌，不久，顺风鼓帆，如履平地。事奉继母唐氏非常孝顺，唐氏患背痈，孙瑾亲自吮脓；失明，孙瑾舔她的眼睛让她复明。唐氏去世，占卜日期将葬，当时春雨下个不停，孙瑾每夜号天请求天晴，天明后，云开日朗。安葬后，阴气复合，大雨数日不止。